# سیتانز کینگدام (ماساچوست)
سیتانز کینگدام (به انگلیسی: Satans Kingdom) یک منطقهٔ مسکونی در ایالات متحده آمریکا است که در شهرستان فرانکلین، ماساچوست واقع شده‌است. سیتانز کینگدام ۱۱۳٫۰۸ متر بالاتر از سطح دریا واقع شده‌است.